# Strimbackmätare
Strimbackmätare (Scotopteryx coarctaria) är en fjärilsart som beskrevs av Ignaz Schiffermüller 1775. Strimbackmätare ingår i släktet backmätare, Scotopteryx, och familjen mätare, Geometridae. Arten är ännu inte påträffad i Sverige. En underart finns listad i Catalogue of Life, Scotopteryx coarctaria infuscata Staudinger, 1871. 